# Bünyamin Çulcu
Bünyamin Çulcu (* 1. Januar 1949) ist ein ehemaliger türkischer Fußballspieler.

## Sportlicher Werdegang
Çulcu stand ab Anfang der 1970er Jahre bei Fenerbahçe Istanbul im Kader der in der 1. Lig antretenden Wettkampfmannschaft, kam aber nur sporadisch zum Einsatz. Daraufhin wechselte der Mittelfeldspieler innerhalb der höchsten türkischen Liga zu Giresunspor, wo er zwischen 1973 und 1975 in 54 Meisterschaftsspielen 14 Tore erzielte. Damit avancierte er beim Klub zu einem der erfolgreichsten Torschützen der Vereinsgeschichte in der ersten Liga. Anschließend spielte er bei Bursaspor, wo er im Pokalwettbewerb 1977/78 zusammen mit dem Mannschaftskameraden Sedat Özden sowie Sinan Turhan von Adana Demirspor und Cengiz Yazıcıoğlu von Kayserispor mit vier Treffern einer der erfolgreichsten Torschützen des Wettbewerbs war. Dabei erreichte er mit der Mannschaft das gegen den späteren Titelträger Trabzonspor verlorene Semifinale. Anschließend kehrte er 1978 zu Fenerbahçe zurück, wo er den Landespokal 1978/79 – ohne Einsatzminuten in den Endspielen – gewann. Anschließend verliert sich sein fußballerischer Lebensweg.